# Гогланд
Го́гланд (швед. Hogland, также прежнее швед. Högeland, букв. «высокая земля»; фин. Suursaari, букв. «большой остров», эст. Suursaar, также прежнее Гохланд) — остров в Финском заливе, в 180 км к западу от Санкт-Петербурга, в 120 км к юго-западу от Выборга, в 55 км к северу от эстонского побережья и в 40 км к югу от финской Котки. Площадь около 21 км², высота до 176 м. Административно входит в состав Кингисеппского района Ленинградской области, как деревня Суур-Саари, код ОКАТО — 41221828000, почтовый индекс — 188472. Ближайшие острова: финский Лупи в 15 км к северу, российские — Острова Виргины в 10 км к юго-западу, Родшер в 17 км к юго-западу и Большой Тютерс в 18 км к юго-востоку.

## География

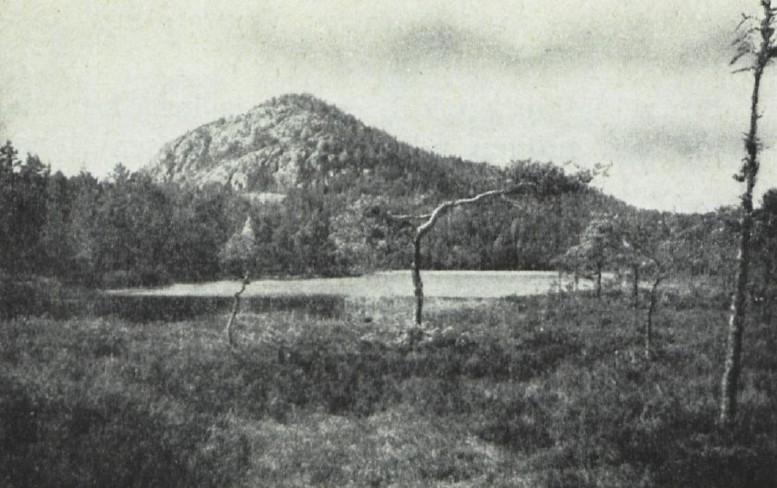
Соколиная гора в 1936 году

Расположен в восточной части Финского залива и вытянут с севера на юг примерно на 11 км. Шириной до 2,5 км. В ясную погоду виден за 75 км и визуально воспринимается как четыре холма, южный из которых — Лоунаткоркия (фин. Lounatkorkia) — несколько выше остальных и достигает 158 м (74 сажени). По официальным современным данным — 175 м. Три других вершины — с юга на север — носят названия: Соколиная гора (фин. Haukkavuori) — 142 м, Мякиинпяэллюс (фин. Mäkiinpäällys) — 126 м, Похьойскоркия (фин. Pohjoiskorkia) — 106 м.

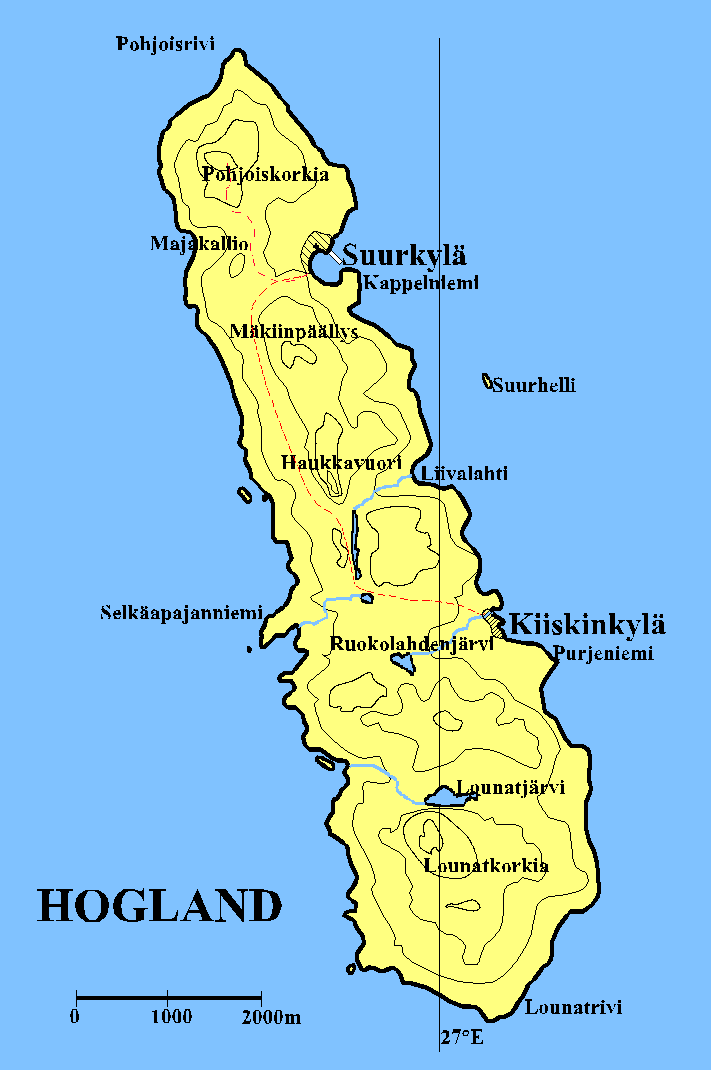
Карта Гогланда

В основе острова — гранит, покрытый тонким слоем почвы, с произрастающим на ней хвойным лесом. Побережье изрезано множеством бухт, две из которых представляют особенный интерес как места яхтенных стоянок. Первая расположена на северо-востоке острова и носит название Сууркюлян-Лахти или гавань Суркюля (Сюркюля) Бухта проходима для судов осадкой менее 4 м. У входа в неё, в 1,3 кабельтовых юго-восточнее, за Церковным мысом (фин. Kappelniemi), расположен небольшой островок Вяхяхелли. Прежде на берегу бухты размещалась деревня Сууркюля. Гавань оборудована двумя полуразрушенными пирсами. Вторая бухта, интересная с точки зрения стоянок — бухта Лимонникова — располагается с западной стороны острова и обладает глубинами 16—17 м.
Прежде, до 1940 года, на острове проживало значительное население финского происхождения — на 1890 год — 1154 человек. Теперь «остров практически необитаем» — обе деревни: северная Суркюля и южная Кискинкюля (фин. Kiiskinkylä) в советские времена были разрушены. Улицы в деревнях были узки и извилисты, дома — деревянные, небольшие, кварталы — плотной застройки. Промышляли жители острова морским извозом, рыбной ловлей и охотой на нерпу. Торговали прежде всего с Коткой, основным же товаром были рыба и жир.
Поверхность Гогланда образована множеством скальных массивов (сопок) с многочисленными долинами (падями), в которых расположены озёра: Первое, Второе, Купальное, Дальнее. На вершине куполообразной скалы Мякипяллюс (прежнее рус.: Мегги-Пелус, Мэкипелюс, швед. Mäggi-Pälüs — 143 м над ур. моря) находится геодезический пункт гогландского участка «русской дуги меридиана» или дуги Струве. На острове два маяка: Южный Гогландский, расположенный возле самой воды на юге острова, и Северный (Верхний) Гогландский, рядом с которым находится вспомогательная точка L дуги Струве. Южный маяк построен первоначально в 1861 году (станция основана в 1726 году), а новый в 1905 году. Северный маяк — первоначально в 1807 году (станция основана в 1723 году) и перестроен в 1965 году.
Рядом с Гогландом лежит множество островов и банок — с западной стороны и, частично, с восточной. По этой причине для судоходства остров «считается одним из наиболее опасных мест в восточной части Балтики». В флористическом отношении Гогланд принадлежит к Кольско-Карельской ландшафтной провинции, но располагается на её стыке с Северо-Западной ландшафтной областью Русской равнины, что обусловливает значительное разнообразие местных видов.

## Климат
| Показатель                    | Янв. | Фев. | Март | Апр. | Май  | Июнь | Июль | Авг. | Сен. | Окт. | Нояб. | Дек. | Год |
| ----------------------------- | ---- | ---- | ---- | ---- | ---- | ---- | ---- | ---- | ---- | ---- | ----- | ---- | --- |
| Абсолютный максимум, °C       | 6    | 4    | 11   | 22   | 27   | 30   | 30   | 28   | 26   | 16   | 12    | 9    | 30  |
| Средний суточный максимум, °C | −3   | −4,5 | −1,2 | 4,7  | 11,2 | 17,0 | 19,9 | 18,9 | 14,1 | 8,3  | 3,8   | −0,1 | 7,4 |
| Средняя температура, °C       | −5   | −6,7 | −3,8 | 1,6  | 7,3  | 13,1 | 16,7 | 16,1 | 11,8 | 6,5  | 1,9   | −2   | 4,8 |
| Средний суточный минимум, °C  | −7,5 | −9,5 | −6,5 | −0,9 | 4,5  | 10,4 | 14,2 | 13,6 | 9,5  | 4,4  | 0,1   | −3,8 | 2,4 |
| Абсолютный минимум, °C        | −29  | −30  | −28  | −18  | −5   | 0    | 5    | 4    | −2   | −7   | −13   | −29  | −30 |
| Норма осадков, мм             | 29   | 25   | 25   | 34   | 36   | 40   | 52   | 67   | 68   | 70   | 58    | 48   | 552 |
| Источник:                     |      |      |      |      |      |      |      |      |      |      |       |      |     |

| Показатель              | Янв. | Фев. | Март | Апр. | Май  | Июнь | Июль | Авг. | Сен. | Окт. | Нояб. | Дек. |
| ----------------------- | ---- | ---- | ---- | ---- | ---- | ---- | ---- | ---- | ---- | ---- | ----- | ---- |
| Абсолютный максимум, °C | 4,0  | 3,4  | 3,9  | 9,9  | 18,6 | 25,6 | 26,6 | 25,2 | 19,9 | 15,6 | 10,2  | 7,7  |
| Средняя температура, °C | 0,4  | 0,1  | 0,3  | 1,6  | 7,2  | 13,5 | 17,2 | 17,5 | 13,8 | 9,2  | 5,0   | 2,0  |
| Абсолютный минимум, °C  | −0,5 | −0,5 | −0,4 | −0,3 | 0,0  | 7,0  | 8,8  | 13,0 | 7,6  | 3,0  | −0,2  | −0,6 |

## История
На острове, в районе Церковного мыса, обнаружены следы стоянок времён каменного века. Примерно к этому же времени (5—7 тысячелетия до н. э.) относятся многочисленные гогландские сейды.

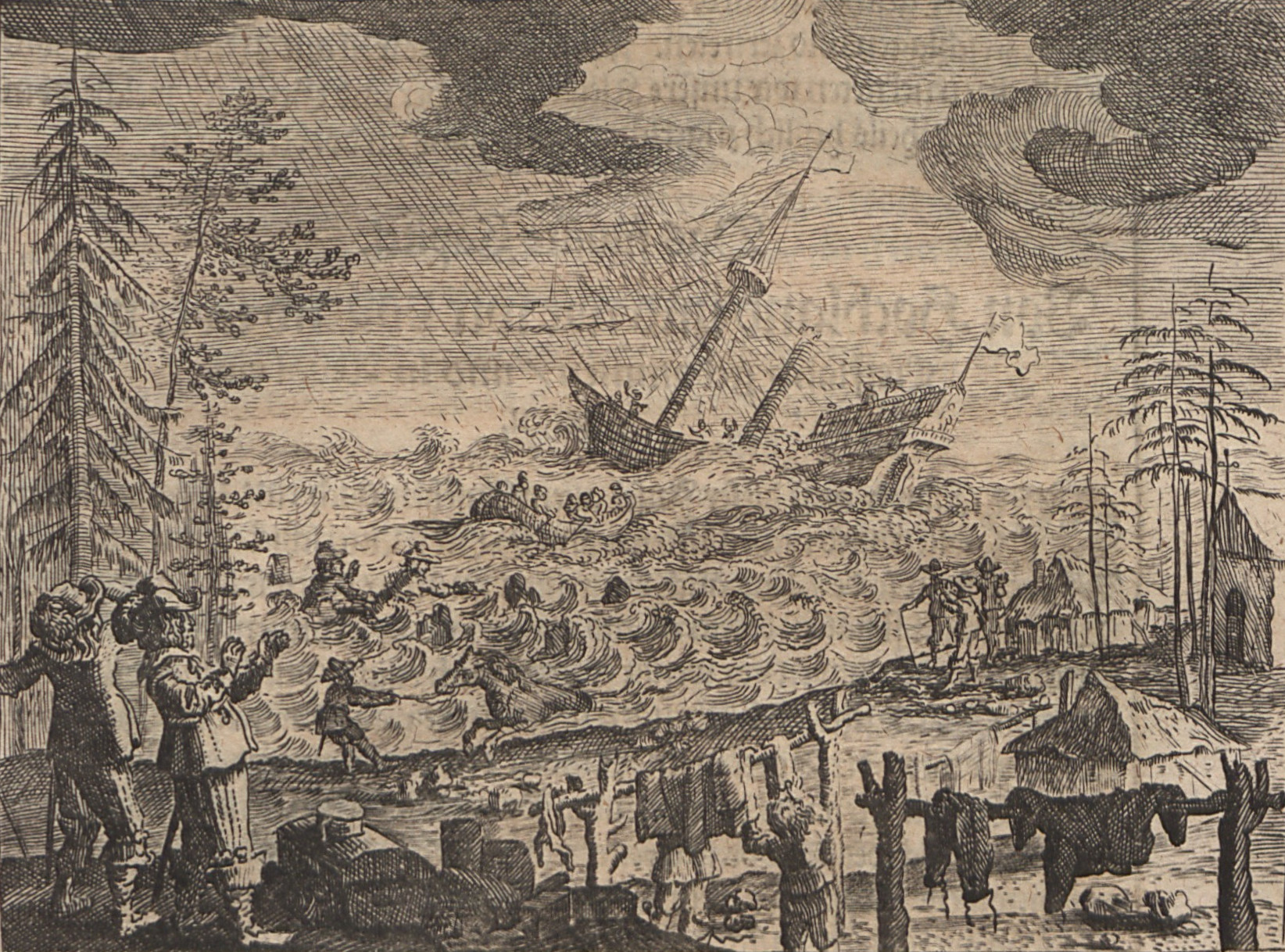
Кораблекрушение возле Гогланда из книги Адама Олеария

Впервые об острове упомянуто в XV в.: существуют данные об уплате церковного налога в казну Выборга. Описан остров впервые Адамом Олеарием в 1635 году Олеарий, оказавшийся здесь со спутниками 9 ноября, когда их корабль разбило о камни, обнаружил на Гогланде «пять рыбачьих хижин, в которых жили немецкие лифляндские крестьяне, запоздавшие здесь из-за рыбной ловли и продолжительной непогоды» и осмотрел местную часовню. Церковь же, заменившая упомянутую часовню и простоявшая до 1939 года, была возведена в 1768 году — уже в русское время — чуть восточнее деревни Суркюль. По рассказу Олеария островные скалы были покрыты лесом, который был полон белыми «лифляндскими» зайцами.
В состав России Гогланд вошёл в 1743 году по Абоскому миру. В 1788 году западнее острова — между Стеншером и Кольбодегрундом — произошло Гогландское сражение между русским и шведским флотами. В 1826 году В. Я. Струве на острове заложен астрономо-геодезический пункт, который стал завершением измерения дуги меридиана на её прибалтийском участке. В 1833 и 1843 годах на Гогланде вновь велись геодезические работы, продолжавшие измерение на север.
Во время Крымской войны Великобритания сообщила, что её военно-морской флот заставил 21 июля 1855 года замолчать батареи русского форта на Гогланде. Остров бомбардировали четыре корабля: «Arrogant», «Cossack», «Magicienne» и «Ruby», которые затем отправились к Свеаборгу. Археологическая разведка 2001 года зафиксировала на острове только финские укрепления времён Второй мировой войны. В 1856 году о скалы Гогланда разбился русский военный транспорт «Америка», шедший с грузом в порт Ревеля. Погибшие моряки — 4 офицера и 34 матроса, все православные, — были похоронены на островном лютеранском кладбище.
13 ноября 1899 года на подводную скалу юго-восточнее острова сел броненосец береговой обороны «Генерал-адмирал Апраксин», следовавший из Кронштадта в Либаву. Для связи между Гогландом и Кронштадтом, где готовились мероприятия по спасению корабля, на острове была установлена станция беспроволочного телеграфа. Она поддерживала связь с аналогичной станцией на острове Кутсало, которая телефоном была связана с Коткой, а оттуда — проводным телеграфом с Санкт-Петербургом. Настройкой аппаратуры на Гогланде и проведением первых сеансов связи занимался П. Н. Рыбкин (в работах на Кутсало участвовал А. С. Попов).

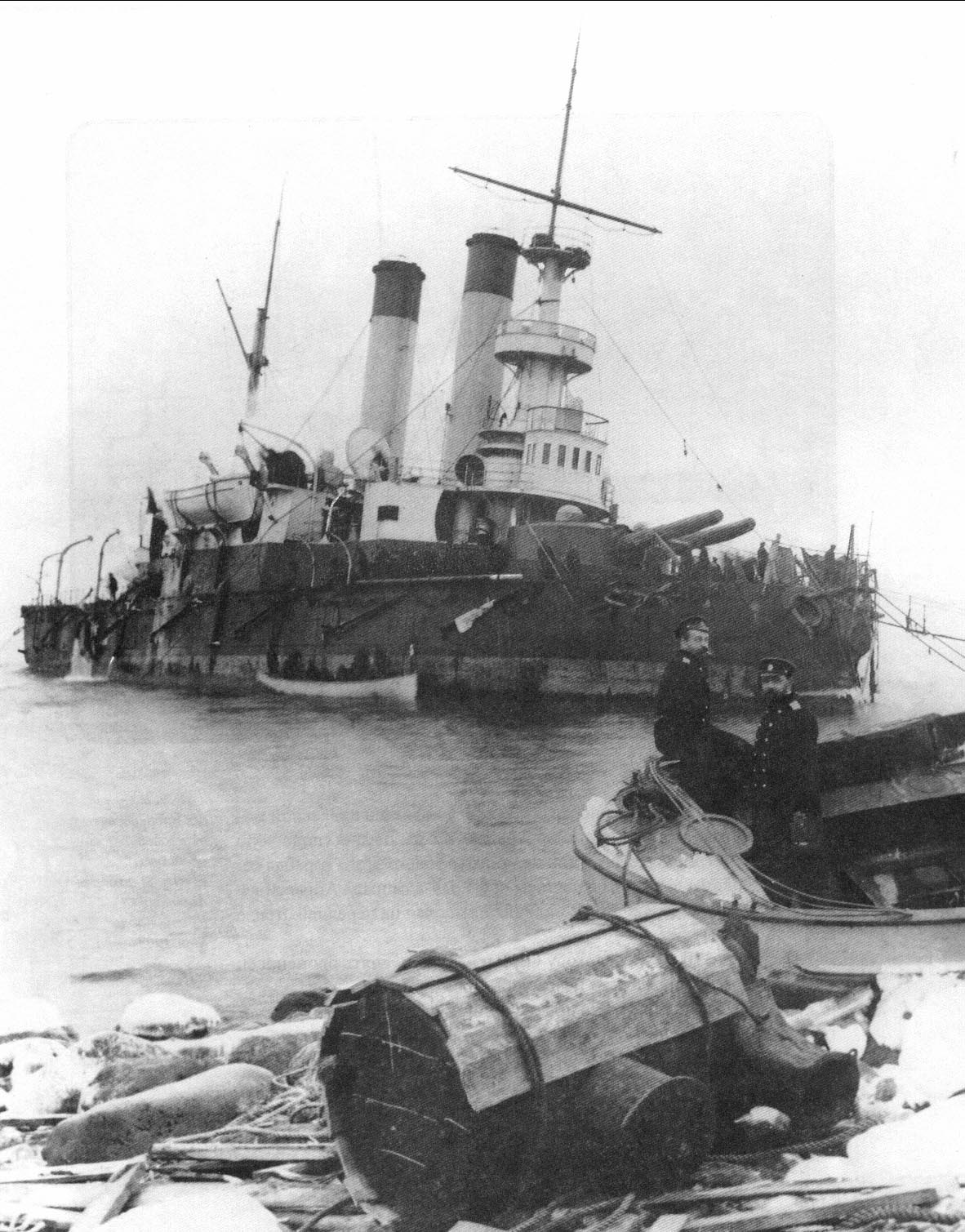
Броненосец береговой обороны «Генерал-адмирал Апраксин» на камнях у острова Гогланд, апрель 1900

В память о тех событиях в мае 1954 года балтийские моряки установили на острове металлический памятный знак в виде пирамиды. Летом 1967 года коллективы радиотехнических предприятий Каунаса, Риги, Таллина, Вильнюса и Минска водрузили рядом с памятным камнем на самой высокой точке острова, на так называемой «сопке Попова», мачту (стелу) из нержавеющей стали и высеченный из местного гранита памятный знак в форме куба с бронзовым барельефом А. С. Попова. Мемориал был торжественно открыт 3 мая 1968 года. В 2017 году памятный знак, установленный в 1954 году, был обновлён.
Местные жители считались хорошими моряками, и их охотно нанимали матросами на парусные суда. До событий 1917 года остров посещали яхтсмены из Санкт-Петербурга и яхт-клубов всего Финского залива.
К 1918 году русский гарнизон Гогланда состоял из 20 комендоров, обслуживавших береговую батарею. 22 марта 1918 года они покинули остров. По Тартускому мирному договору 1920 года, Гогланд вошёл в состав Финляндии.
В советско-финских переговорах 1938 и 1939 годов СССР сначала просил права разместить на ключевых островах Финского залива, в том числе на Гогланде, гарнизон; а затем хотел обменять Гогланд и другие финские территории на часть Карелии. Во время советско-финской войны остров был занят морской пехотой РККФ 3 декабря 1939 года и в согласии с Московским мирным договором 1940 года передан Советскому Союзу. С началом Великой Отечественной войны, уже в июне 1941 года, на Гогланде начинают устанавливать советскую береговую артиллерию — три батареи, частью состоящие из корабельных орудий крейсера «Авроры». 29 августа 1941 года на остров было высажено 5450 человек, эвакуированных из Таллина, которые подверглись длительному обстрелу германскими ВВС, а также бомбардировке с самолётов ручными гранатами. Оставшихся в живых соединениям морской пехоты РККФ удалось к утру 30 августа либо спрятать, либо переправить в Кронштадт.
В конце октября 1941 года началась эвакуация Гогланда: к 5 ноября отправили 3 конвоя, но затем эвакуацию приостановили, оставив на острове гарнизон в 150 человек с артиллерией и превратив его базу для эвакуации Ханко. Окончательно Гогланд оставили 7 декабря с предварительным уничтожением боевой техники и некоторых укреплений.
Обратно Гогланд у финнов был отбит на рубеже 1941—1942 годов. Разведка показала наличие на Гогланде финского гарнизона (оценивался как усиленная рота), разместившегося в обоих деревнях и на маяке, были построены несколько дотов. В ночь с 30 на 31 декабря 1941 года специально сформированный сводный отряд из числа гарнизона Кронштадтской крепости под командованием полковника А. А. Баринова (170 человек при 11 пулемётах) с наступлением сумерек вышел с острова Лавенсари и, пройдя по льду за ночь 37 километров, занял остров Большой Тютерс. Оттуда вечером 1 января 1942 года основная часть отряда (на Большом Тютерсе оставили один взвод для организации обороны) вышла в поход по льду, и преодолев 25 километров, около 2 часов утра 2 января атаковала финнов одновременно тремя группами. Финнов погубила их беспечность — ни в одном из пунктов и даже на артиллерийской батарее не оказались выставленными часовые. Были уничтожены 3 дота, несколько домов вместе с отстреливавшимися из них финскими солдатами, захвачены 2 орудия, 3 зенитных и 3 ручных пулемёта, 2 радиостанции, стрелковое оружие, склад продовольствия, катер, буксир, документы. Потери финнов оценивались в 80 убитых, потери советского отряда составили 5 убитых и 6 раненых.
17 марта Баринов отбил первый штурм острова. 27 марта три батальона финнов под командой генерала-майора Паяри предприняли второй штурм Гогланда, который защищали 488 краснофлотцев. К вечеру того же числа защитников с острова выбили и 28 марта оставшиеся в живых 191 человек добрались до Лавенсаари. Финны рапортовали об общих потерях в 161 человек, Баринов сообщил об уничтожении 800—900 солдат противника.
8 и 13 апреля 1942 года РККФ предпринял попытки вернуть острова Гогланд и Большой Тютерс: до Гогланда морская пехота не дошла, а оба фронтальных штурма Большого Тютерса по тающему льду закончились неудачей. Во время первого из них с Гогланда к финнам подходило подкрепление. Больше попыток занять Гогланд советские войска не предпринимали, и финны 1 апреля 1942 года расположили на острове свою береговую артиллерию — 12-й её полк под началом майора Миеттанена, включив Гогланд в свою минно-артиллерийскую позицию. Возле Восточного Гогландского плёса находились точки погружения подводных лодок РККФ, выходивших из Кронштадта, здесь же начиналась основная линия германского минного заграждения Гогланд — Большой Тютерс — Нарвский залив, рассчитанного прежде всего против этих подводных лодок.

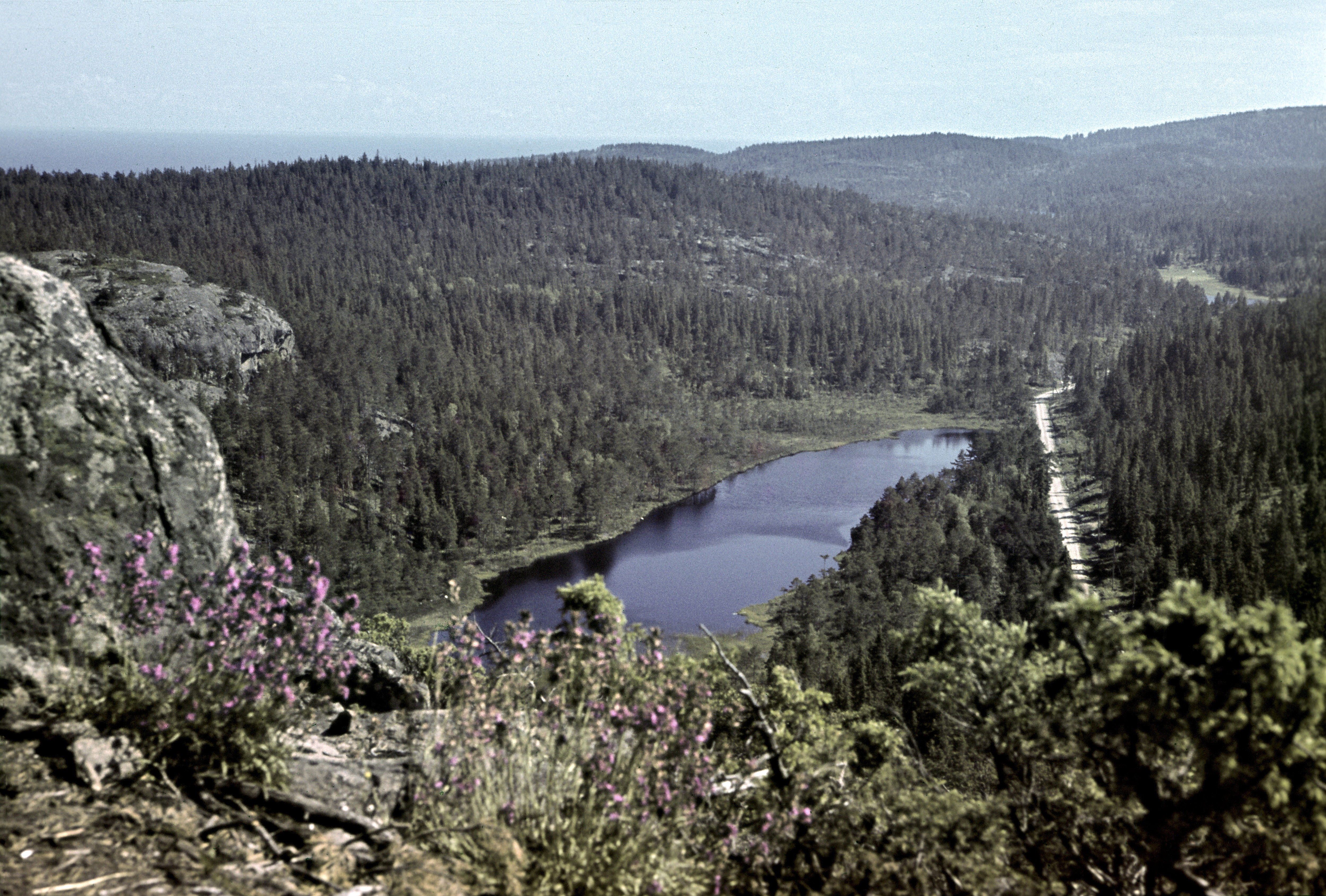
Вид острова. 1943 год

В ночь на 15 сентября 1944 года немецкий корабельный отряд в 39 вымпелов произвёл высадку десанта на Гогланд в ходе операции «Tanne Ost», начавшей Лапландскую войну. Первый отряд немецкого десанта, числом в 1500 человек при 1 орудии, занял часть острова и вёл бой по его удержанию, ожидая высадки основного отряда десанта. Финский гарнизон под командованием майор Миеттанена (1712 человек, 14 орудий береговой артиллерии, 4 полевых орудия, 24 зенитных орудия, 9 миномётов, 24 пулемёта) оказал упорное сопротивление. Начальник гарнизона обратился к советскому командованию с просьбой о помощи. Авиация Балтийского флота обнаружила утром 15 сентября движение к Гогланду трёх отрядов немецких кораблей (до 30 десантных судов, 2 транспорта, 6 тральщиков, до 15 катеров). Немедленно начались авиационные удары по этим кораблям, выполнено 15 налётов (533 самолёто-вылета), потоплены 1 транспорт, 9 быстроходных десантных барж, сторожевой корабль, буксир и катер-тральщик, ещё 12 кораблей получили повреждения, сбито 22 немецких самолёта. Уцелевшие немецкие корабли отошли к Большому Тютерсу, при этом из второго отряда десанта около 900 солдат так и не были высажены на остров. Оставшиеся при этом на Гогланде немецкие десантники сдались вечером 15 сентября (1 232 солдат и офицер, из них 175 раненых). Финский гарнизон потерял в бою 36 солдат убитыми, 8 пропавшими без вести и 67 ранеными, немцев на острове было убито 153 человека, потери на борту кораблей в море неизвестны. С 24 по 30 сентября 1944 года финны поэтапно и в полном порядке передали Гогланд советским войскам. Принадлежность Гогланда Советскому Союзу была подтверждена Парижским договором 1947 года.
В 1952 году расположенные на острове береговые батареи стали отдельным артиллерийским дивизионом, который в 1957 году был передан из флотского в армейское ведомство, а в 1960 году — расформирован.

## Достопримечательности
- На острове расположено два маяка: Южный (постройки 1905 года) и Северный.
- Два пункта Дуги Струве, входящей в реестр Всемирного наследия ЮНЕСКО — «Пункт Мякипяллюс» и «Точка Z».
- Дохристианские жертвенные камни и сейды.
- В память об осуществлении беспроводной телеграфной связи между островами Гогланд и Кутсало в операции по спасению броненосца «Генерал-адмирал Апраксин»:
  - металлический памятный знак в виде пирамиды;
  - памятный камень, стела и гранитный памятный знак в форме куба с бронзовым барельефом А. С. Попова.
- Памятник на могиле адмирала Ивана Святова, завещавшего похоронить себя на Гогланде.
- Остатки финских поселений и финское кладбище. На этом кладбище похоронены также жертвы кораблекрушения судна «Америка» в 1856 году.
- Севшее на мель у западного побережья судно «Леонид Дёмин» 30.12.2003.[источник не указан 4387 дней]

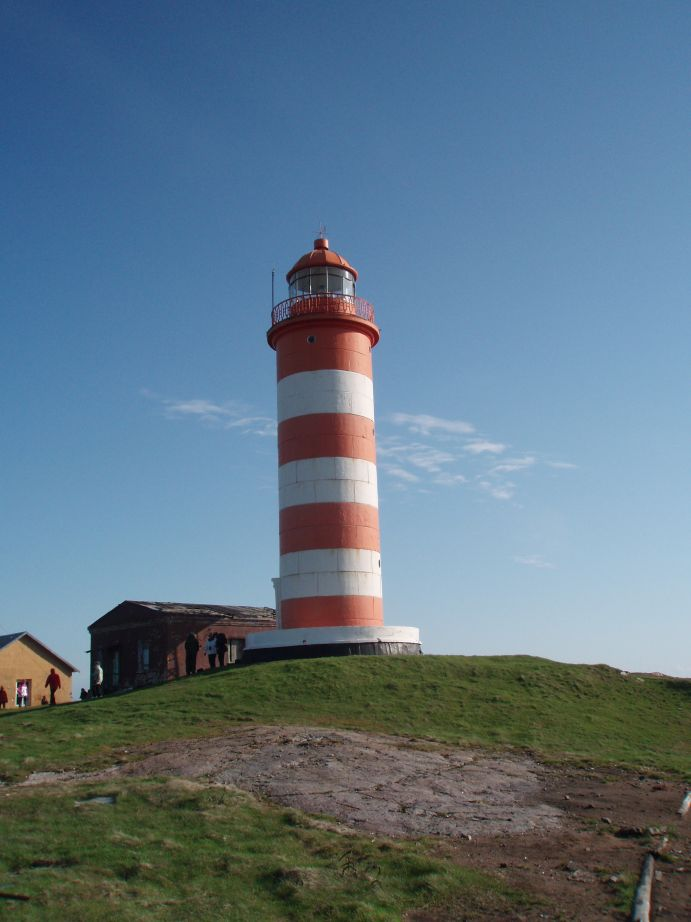
Северный Гогландский маяк
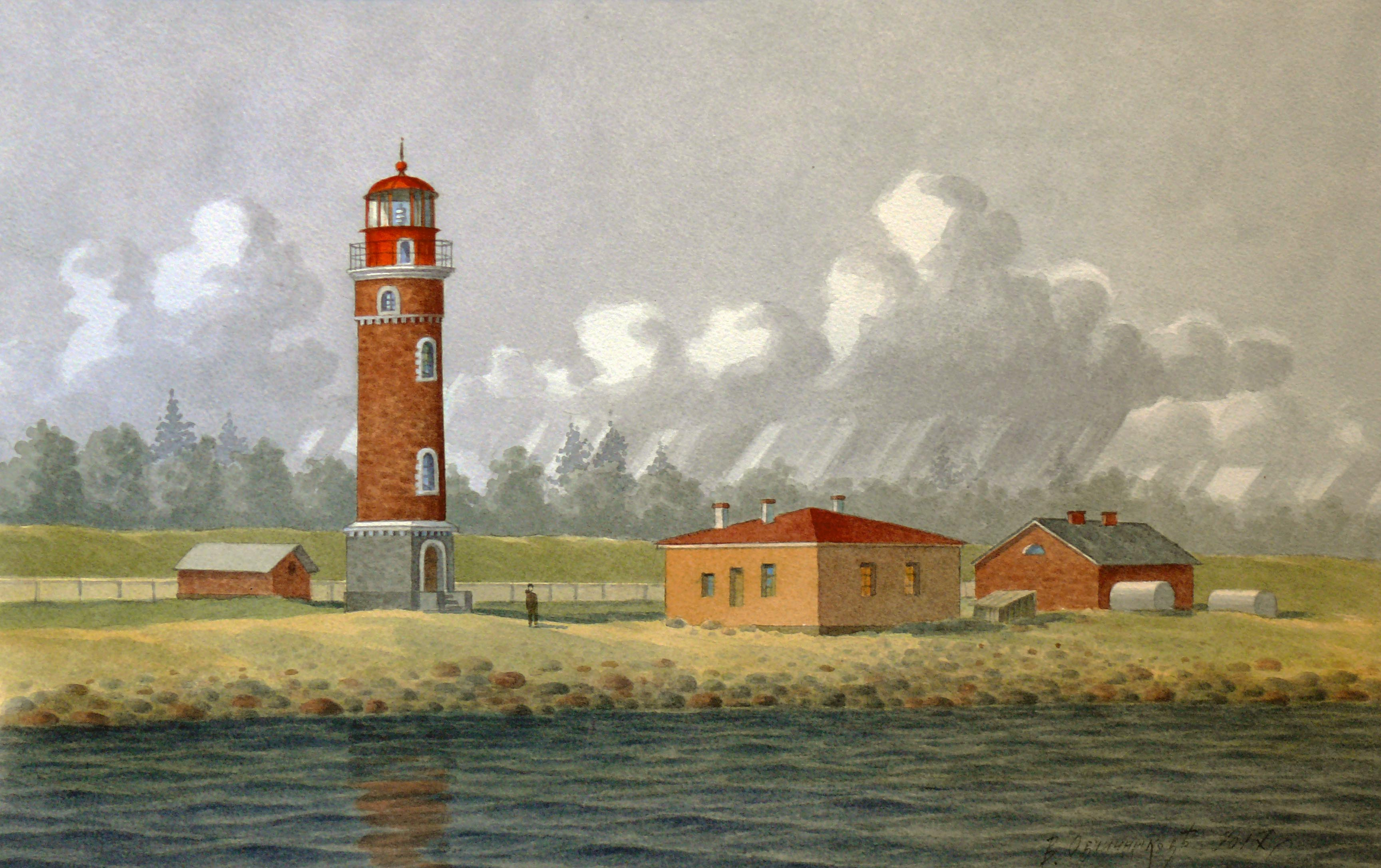
«Маяк Гогландский-нижний (южный)», картина В. И. Овчинникова
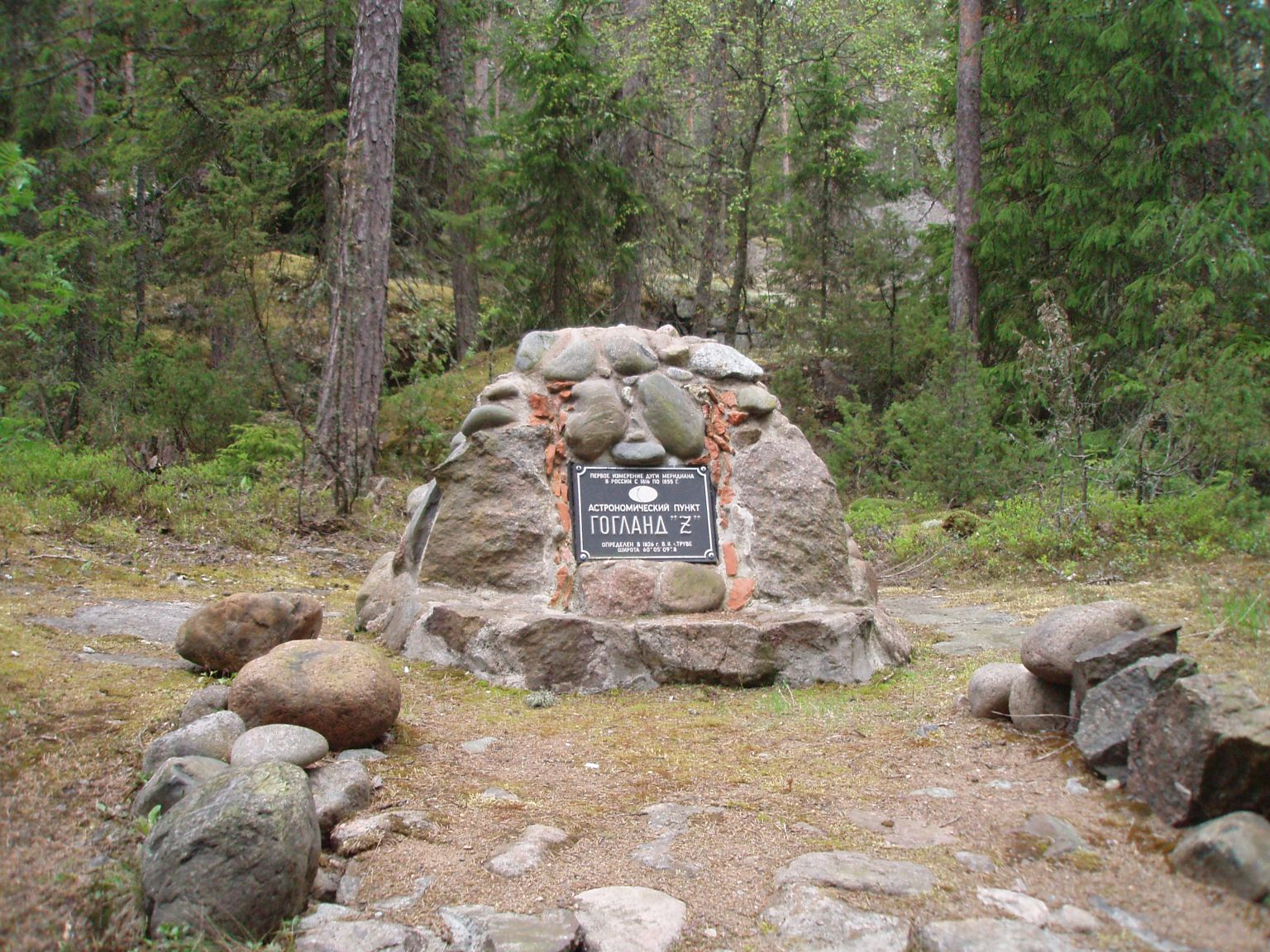
«Точка Z» — один из двух пунктов Дуги Струве

## Радар на острове
В октябре 2007 года Россия объявила о решении построить на острове радарную станцию и центр управления полётами, чтобы уменьшить число нарушений границы в этом регионе с Эстонией и Финляндией.
В настоящее время на острове находится российская станция по наблюдению за территориальными водами; по сообщениям ряда источников, на острове находится также оборудование для электронной разведки, пять вертолётных площадок, командно-диспетчерский пункт, метеостанция, топливо-заправочный комплекс и пункт технического обслуживания.

## Топографические карты
- Лист карты P-35-XXXIII,XXXIV Котка. Масштаб: 1 : 200 000. Указать дату выпуска/состояния местности.